# 1963-as magyar férfi vízilabda-bajnokság (első osztály)
Az 1963-as magyar férfi vízilabda-bajnokság az ötvenhetedik magyar vízilabda-bajnokság volt. A bajnokságban tíz csapat indult el, a csapatok két kört játszottak.

## Tabella
| #   | Csapat          | M  | Gy | D | V  | G+ | G- | P  |
| --- | --------------- | -- | -- | - | -- | -- | -- | -- |
| 1.  | Ferencvárosi TC | 18 | 14 | 3 | 1  | 72 | 41 | 31 |
| 2.  | Szolnoki Dózsa  | 18 | 12 | 3 | 3  | 78 | 52 | 27 |
| 3.  | Újpesti Dózsa   | 18 | 10 | 3 | 5  | 63 | 44 | 23 |
| 4.  | BVSC            | 18 | 8  | 4 | 6  | 63 | 49 | 20 |
| 5.  | Bp. Honvéd      | 18 | 8  | 4 | 6  | 65 | 54 | 20 |
| 6.  | Csepel Autó     | 18 | 6  | 4 | 8  | 54 | 60 | 16 |
| 7.  | Egri Dózsa      | 18 | 6  | 3 | 9  | 54 | 72 | 15 |
| 8.  | Bp. Spartacus   | 18 | 5  | 4 | 9  | 50 | 56 | 14 |
| 9.  | Vasas SC        | 18 | 3  | 5 | 10 | 51 | 77 | 11 |
| 10. | Vasas Izzó      | 18 | 0  | 3 | 15 | 48 | 93 | 3  |

* M: Mérkőzés Gy: Győzelem D: Döntetlen V: Vereség G+: Dobott gól G-: Kapott gól P: Pont

## Játékoskeretek
| Ferencvárosi TC    | Szolnoki Dózsa    | Újpesti Dózsa  | BVSC               | Bp. Honvéd       |
| ------------------ | ----------------- | -------------- | ------------------ | ---------------- |
| Ambrus Miklós      | Boros Ottó        | Dömötör Zoltán | Ajkai Zoltán       | Albrecht Tamás   |
| Felkai II. László  | Brinza István     | Hanák Piusz    | Gyerő II. Csaba    | Hausherr Frigyes |
| Gyarmati Dezső     | Hasznos István    | Kiss Attila    | Katona András      | Kökény József    |
| Kárpáti György     | Hegmann György    | Kusztos András | Konrád I. Sándor   | Mohácsi Attila   |
| Kiss Egon          | Jegesi László     | Lukász Marcell | Konrád II. János   | Németh István    |
| Kulcsár Tamás      | Kanizsa Tivadar   | Mahner Imre    | Konrád III. Ferenc | Ottó Gábor       |
| Laukó II. Álmos    | Koncz István      | Martin György  | Kunos Gyula        | Papp Vilmos      |
| Pottyondi Lajos    | Kuczora Ferenc    | Mayer Mihály   | Molnár Róbert      | Tóth Gyula       |
| Rázga Tamás        | Pintér I. István  | Sárosi László  | Sóti Zsolt         | Váczi József     |
| Vörös Sándor       | Pintér II. István |                |                    | Vedlik Lajos     |
|                    | Szegedi Kázmér    |                |                    |                  |
| edző: Fábián Dezső | Czapkó Miklós     | Vízvári György | Laky Károly        | Brandi Jenő      |

| Csepel Autó          | Egri Dózsa        | Bp. Spartacus      | Vasas          | Vasas Izzó          |
| -------------------- | ----------------- | ------------------ | -------------- | ------------------- |
| Gallov Rezső         | Bolya László      | Békés Károly       | Buda Ákos      | Babos György        |
| Gera Sándor          | Bóta Sándor       | Bolvári Antal      | Kiss László    | Bokor László        |
| Hohl Ferenc          | Denk János        | Budai Béla         | Kunsági György | Dancsa István       |
| Kiss István          | Elek Miklós       | Csillag Gábor      | Laukó I. Pál   | Ipacs György        |
| Krajner Béla         | Frank Oszkár      | Ferenczy László    | Lepies György  | Janóczky József     |
| Minárovits Sándor    | Katona József     | Garamvári Lukács   | Lukász Tamás   | Kálmán László       |
| Rusorán I. Tibor     | Pócsik Dénes      | Kádár György       | Szabó Lajos    | Kőröshegyi Béla     |
| Rusorán II. Péter    | Ringelhann György | Kemény Ferenc      | Vitáris István | Marjai Zoltán       |
| Szalay János         | Utassy Sándor     | Lehoczky Boldizsár | Zeley Álmos    | Molnár Géza         |
|                      |                   | Markovits Kálmán   |                | Szentgyörgyi István |
|                      |                   | Szlamka László     |                | Szikora Imre        |
|                      |                   |                    |                | Sztanó Tamás        |
|                      |                   |                    |                | Takács István       |
|                      |                   |                    |                | Vígh Ernő           |
| edző: Palotás István | Baranyai György   | Markovits Kálmán   | Szalay Iván    | Szittya Károly      |

## A góllövőlista élmezőnye
| Hely | Gól | Játékos         | Csapat        |
| ---- | --- | --------------- | ------------- |
| 1.   | 26  | Tóth Gyula      | Bp. Honvéd    |
| 2.   | 24  | Dömötör Zoltán  | Újpesti Dózsa |
|      | 24  | Kárpáti György  | Ferencváros   |
| 4.   | 23  | Konrád Ferenc   | BVSC          |
|      | 23  | Utassy Sándor   | Egri Dózsa    |
| 6.   | 19  | Kanizsa Tivadar | Szolnok       |
| 7.   | 17  | Brinza István   | Szolnok       |
|      | 17  | Koncz István    | Szolnok       |
| 9.   | 16  | Felkai László   | Ferencváros   |
|      | 16  | Rusorán Péter   | Csepel Autó   |